# Соловей Мирослав Іванович
Мирослав Іванович Соловей (27 жовтня 1957, Саджава, Богородчанський район, Івано-Франківська область — 29 жовтня 2024, Київ) — кандидат педагогічних наук, доцент, Заслужений працівник освіти України, проректор з навчально-виховної роботи Київського національного лінгвістичного університету 1994—2024 рр.

## Життєпис
У 1979 р. закінчив факультет англійської мови Київського державного педагогічного інституту іноземних мов  з червоним  дипломом, нині Київський національний лінгвістичний університет, отримав кваліфікацію вчителя англійської та німецької мов і розпочав трудову діяльність у своїй Alma-mater, пройшовши шлях від старшого лаборанта до першого проректора
1991-1993 – заступник декана факультету англійської мови Київського державного педагогічного інституту іноземних мов
1993 – призначений на посаду декана факультету іспанської мови за контрактом
1994 – призначений першим проректором, проректором з навчально-виховної роботи
1994-2024 – працював на посаді проректора з навчально-виховної роботи Київського національного лінгвістичного університету
Помер 29 жовтня 2024 року. Похований  на Білому кладовищі, ряд №18, ділянка 3Г

## Навчання і професійна діяльність
1974 – закінчив Саджавську середню школу Богородчанського району Івано-Франківської області
1974 – вступив  на факультет англійської мови Київського державного педагогічного інституту іноземних мов 
1979 – працював викладачем практики англійської мови у Київському державному педагогічному інституті іноземних мов
1980 – строкова військова служба 
1982 – працював старшим лаборантом кафедри теоретичної фонетики та викладав англійську мову студентам Київського державного педагогічного інституту іноземних мов
1983 – навчався в аспірантурі та викладав англійську мову студентам Київського державного педагогічного інституту іноземних мов
1984 – створив та очолив факультет довузівської підготовки майбутнього вчителя іноземних мов, що став провідним навчально-методичним центром університету з питань профорієнтації учнівської молоді та надання допомоги в підготовці до вступних екзаменів на всі спеціальності КНЛУ
1986 – працював викладачем кафедри педагогіки і психології Київського державного педагогічного інституту іноземних мов
1988 – обіймав посаду заступника директора з іноземної мови загальноосвітньої школи № 97 м. Київ
1989 – працював викладачем, старшим викладачем кафедри педагогіки та психології Київського державного педагогічного інституту іноземних мов
1991 – обіймав посаду заступника декана факультету англійської мови Київського державного педагогічного інституту іноземних мов
1993 – обраний за конкурсом на посаду доцента кафедри педагогіки і психології
1993 – призначений на посаду декана факультету іспанської мови за контрактом
1994 – обіймав посаду проректора з навчально-виховної роботи, першого проректора Київського державного педагогічного інституту іноземних мов. Ініціював і запровадив у практику концепцію ступеневої підготовки педагогічних кадрів з іноземних мов. Керував спільним українсько-англійським проєктом зі створення та впровадження нового нормативного та навчально-методичного забезпечення підготовки фахівців за напрямом «Філологія». Під його керівництвом у Київському  національному лінгвістичному університеті було модернізовано освітній процес відповідно до ідей та документів Болонського процесу
2008 – виконував обов’язки ректора Київського національного лінгвістичного університету
до 2024 – працював на посаді проректора з навчально-виховної роботи Київського національного лінгвістичного університету

### Науково-освітня діяльність
1993 – захистив дисертацію «Педагогічні основи орієнтації учнів загальноосвітньої школи на професію вчителя іноземної мови» на здобуття наукового ступеня кандидата педагогічних наук за спеціальністю 13.00.01 – теорія й історія педагогіки
1994 – присвоєно вчене звання доцента

### Наукові праці
Соловей М. І.  є автором / співавтором  понад 150 наукових і навчально-методичних праць, якими активно послуговуються науковці та учасники освітнього процесу вищих закладів освіти України

#### Монографії
Аналіз думки здобувачів вищої освіти щодо паперового та Е-формату підручника  у навчанні. The level of development of science and technology in the XXI century: monograph. Scientific World. Monographic series «European Science». Book 32. Part 5. NetAkhat AV, Germany, 2024. С. 8-25.  http://doi/org/10.30890/2709-2313.2024-32-05

#### Підручники і навчальні посібники
1. Новий курс англійської мови: посіб. з практики усного та писемного мовлення для студ. вищих навч. закл. Ч. 1.  К.: Вид. Центр КНЛУ, 2001. 329 с. (у співавторстві). ISBN 966-638-051-X, 966-638-052-8
2. Новий курс англійської мови: посіб. з практики усного та писемного мовлення для студ. вищих навч. закл. Ч. 2.  К.: Вид. Центр КНЛУ, 2001. 363 с. (у співавторстві). ISBN 966-638-053-6
3. Curriculum for English language development in universities and institutes. Draft 2. The British Council. Вінниця: Нова книга, 2001. 245 с. (у співавторстві).ISBN 966-7890-06-5
4. Контрольні завдання з методики викладання іноземних мов у середніх навчальних закладах: посіб. для студентів вищих навчальних закладів освіти. К.: Ленвіт, 2002. 356 с. (у співавторстві) ISBN 966-7043-46-0
5. Основи професійно-педагогічної підготовки майбутнього вчителя: навч.посіб. К.: Вид. центр КНЛУ, 2002. 232 с. (у співавторстві). ISBN 966-638-073-0
6. Курсова робота з методики викладання іноземних мов у середніх навчальних закладах: посіб. для студентів вищих навчальних закладів освіти. К.: Ленвіт, 2003. 96 с. (у співавторстві) ISBN 966-7043-59-2
7. Педагогічна практика з методики викладання іноземних мов: посіб. для студентів. К.: Ленвіт, 2003. 250 с. (у співавторстві) ISBN 966-7043-60-6
8. Виховна робота у вищому навчальному закладі: навч. посіб. К.: Ленвіт, 2003. 257 с. (у співавторстві). ISBN 966-7043-68-1
9. Англо-український тематичний словник для ділового спілкування. менеджмент маркетинг банківська справа. К.: Ленвіт, 2003. 224 с. (у співавторстві). ISBN 966-7043-66-5
10. Організація та методика проведення науково-педагогічних досліджень студентами вищих навчальних закладів: посіб. К.: Ленвіт, 2004. 143 с. (у співавторстві) ISBN966-7043-79-7
11. Практикум з методики викладання іноземних мов у середніх навчальних закладах: посіб. для студентів вищих навчальних закладів освіти. [2-е вид. допов. і переробл.] К.: Ленвіт, 2004. 360 с. (у співавторстві) ISBN 966-7043-76-2
12. Педагогіка (для студентів-іноземців вищих педагогічних навчальних закладів): навч. посіб. К.: Вид. центр КНЛУ, 2005 208 с. (у співавторстві). ISBN 966-638-179-6
13. Педагогіка вищої школи: навч. посіб. [3-тє вид. допов. і переробл.] К.: Ленвіт, 2009. 213 с.  (у співавторстві). ISBN 966-8995-06-6
14. Організація педагогічної та науково-асистентської практики в кредитно-модульній системі (освітньо-кваліфікаційний рівень «магістр») навч. метод. посіб. [Вид. 2-ге, доп.] К.: Ленвіт, 2009. 112 с. (у співавторстві). ISBN 966-8995-02-3
15. Практична підготовка магістрантів. Педагогічна практика. Науково-асистентська практика: навч. посіб. [3-тє вид. доповн.]. Видав. центр КНЛУ, 2012. 146 с. (у співавторстві). ISBN 966-8995-02-3
16. Професійно-педагогічна підготовка майбутнього вчителя в кредитно-модульній системі організації навчання: навч. посіб. К.: Ленвіт, 2013. — 413 с. (у співавторстві). ISBN 978-966-8995-79-8
17. Педагогічна практика студентів у загальноосвітніх навчальних закладах (освітньо-кваліфікаційні рівні «бакалавр», «спеціаліст»): навч. посіб. [3-тэ вид. доповн.].  К.: Ленвіт, 2014. 171 с. (у співавторстві). ISBN 978-966-8995-89-7

#### Статті, що індексуються у міжнародних наукометричних базах
1. How to smooth international student's adaptation in Ukraine? Revista Românească pentru Educaţie Multidimensională. Vol.14. No 1(2022). pp. 93-114. (у співавторстві). DOI: https://doi.org/10.18662/rrem/14.1/509
2. Forming Tourism Higher School Students’ Readiness for Foreign Language Communication in Ukraine Tertiary level.  International Journal of Language Education. Vol. 4. No 2, 2020, pp. 234—244. (у співавторстві). DOI: https://doi.org/10.26858/ijole.v4i2.12510
3. Digitalization of Education: Challenges for Teachers. Grail of Science: International Journal. Vol. 14-15. C. 465—469. (у співавторстві).  DOI: https://doi.org/10.36074/grail-of-science.27.05.2022.082
4. Професійний розвиток фахівців туризму: кращі світові практики. Grail of Science: International Journal. Vol. 25. 2023. С. 369—374. (у співавторстві). DOI: https://doi.org/10.36074/grail-of-science.17.03.2023.061
5. Тенденції у професійному розвитку фахівців готельного бізнесу. Grail of Science: International Journal. Vol. 27. 2023. С.480-486. (у співавторстві).  DOI:  https://doi.org/10.36074/grail-of-science.12.05.2023.078
6. Students on advantages and disadvantages of using paper and e-textbooks in higher education. Grail of Science: International Journal. Vol. 43. 2024. C. 440—445. (у співавторстві). DOI: https://doi.org/10.36074/grail-of-science.06.09.2024.057

#### Статті у фахових виданнях України
1. Media and Information Literacy upskilling for educators at universities: Ukrainian context. Освітологічний дискурс. К.: Вид-во: Київський столичний університет імені Бориса Грінченка.  № 4(43). 2023.  С. 39-54. (у співавторстві). DOI: https://doi.org/10.28925/2312-5829.2023.43
2. Гендерні бар'єри в неформальній освіті дорослих в Європі. Освіта дорослих: теорія, досвід, перспективи: зб. наук. праць. Ін-т пед. освіти і освіти дорослих імені Івана Зязюна НАПН України. Вип. 2(22). Київ, 2022. C. 27-38. (у співавторстві). DOI: https://doi.org/10.35387/od.2(22).2022.37-48
3. Humanitarian Mission of Local History Museums in the Society: Ukraine's Experience. Краєзнавство. 2022. Вип.1-2. С. 40-47. (у співавторстві). DOI: https://doi.org/10.15407/kraieznavstvo2022.01-02.040

#### Статті в іноземних наукових журналах
1. Community Education: Best World Practices. Професійна і неперервна освіта. Edukacja Zawodowa I Ustawiczna Professional and Lifelong Ed

## Нагороди, відзнаки
Нагрудний знак МОН України «Відмінник освіти України» (1996 р.) 

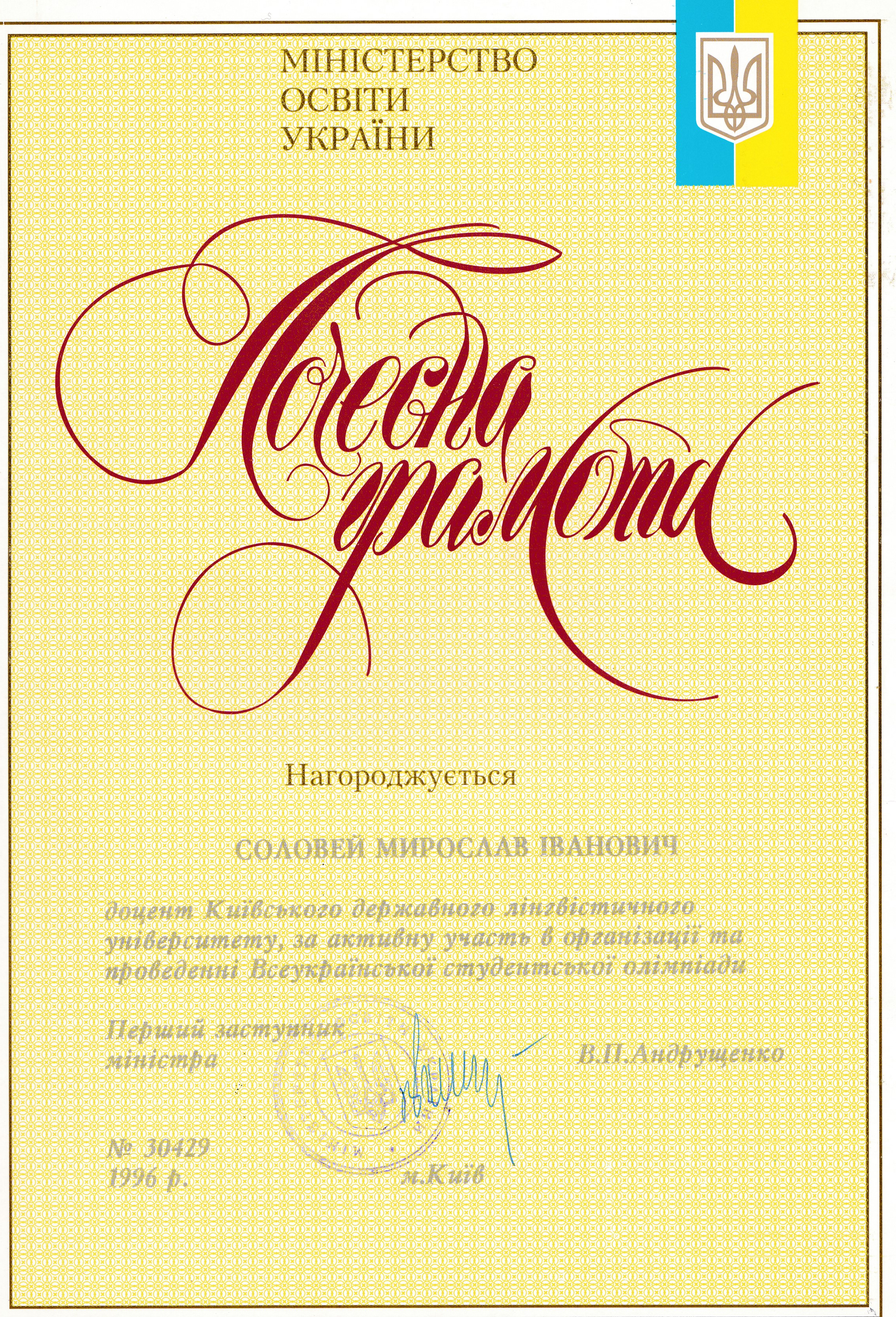

Почесна Грамота МОН України (1996 р.) 
Почесне звання «Заслужений працівник освіти України» (2003 р.) 

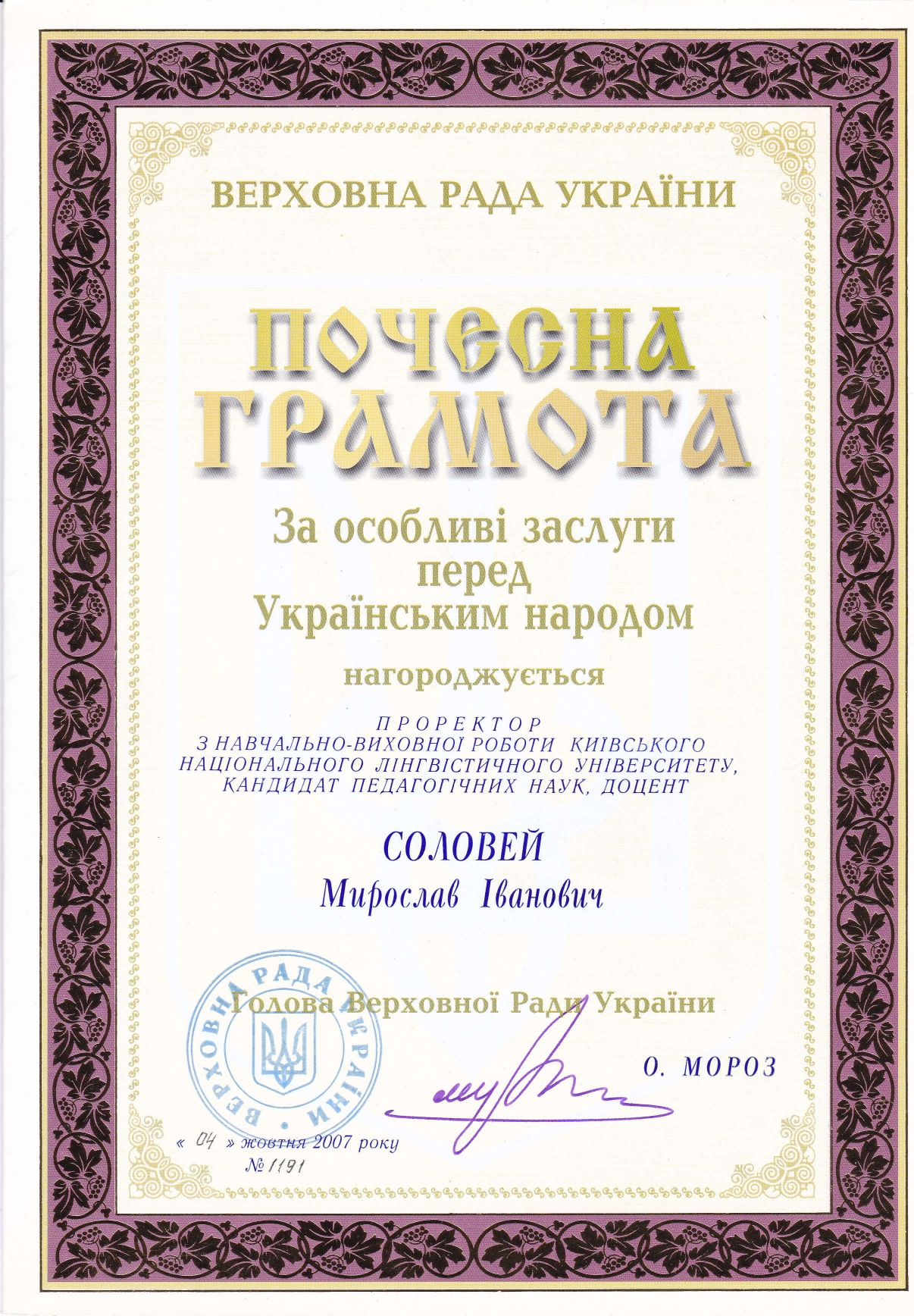

Почесна грамота Верховної Ради України (2007 р.) 
Нагрудний знак «За наукові досягнення» (2009 р.) 